# کراون جول (۲۰۱۸)
کراون جول (به انگلیسی: Crown Jewel) یک رویداد غیر رایگان (Pay-Per-View) در کشتی حرفه‌ای است که توسط کمپانی دبلیودبلیوئی و برای هر دو برند راو و اسمک‌داون تهیه می‌شود و این دوره‌اش هم در ۲ نوامبر ۲۰۱۸ در ورزشگاه دانشگاه ملک سعود شهر ریاض، عربستان برگزار شد. این رویداد اولین رویداد با نام کراون جول بود.

## زمینه‌سازی
کراون جول شامل مسابقاتی بین دشمنی‌های موجود، ماجراهای پیش آمده و استوری‌هایی خواهد بود که پیش از این در برنامه‌های را و اسمَک‌دَون پخش شده بود. کشتی‌گیرها با توجه به مسابقات یا سری اتفاقاتی که برایشان رخ می‌دهد و تنش را به حداکثر می‌رساند، نقش منفی یا قهرمان به خود می‌گیرند و در این رویداد به مسابقه و رقابت می‌پردازند.

## نتایج
| #                                                                                                 | نتایج | نوع مسابقه                                                   | مدت زمان |
| ------------------------------------------------------------------------------------------------- | --- | ------------------------------------------------------------ | -------- |
| ۱پ                                                                                                | شینسوکه ناکامورا (c) پیروز در مقابل روسف                                                                           | مسابقه تک نفره برای کمربند قهرمانی ایالات متحده دبلیودبلیوئی | 9:30     |
| ۲                                                                                                 | ری میستریو پیروز در مقابل رندی اورتن                                                                               | مسابقه تورنومنت جام جهانی                                    | 5:30     |
| ۳                                                                                                 | د میز پیروز جف هاردی                                                                                               | مسابقه نیمه نهایی تورنومنت جام جهانی                         | 7:05     |
| ۴                                                                                                 | سث رالینز پیروز در مقابل بابی لشلی (با همراهی لیو راش)                                                             | مسابقه انتخابی تورنومنت جام جهانی                            | 5:30     |
| ۵                                                                                                 | دالف زیگلر (با همراهی درو مکینتایر) پیروز در مقابل کرت انگل                                                        | مسابقه انتخابی برای جام جهانی                                | 8:10     |
| ۶                                                                                                 | د بار (سزارو و شیمس) (c) (با همراهی بیگ شو) پیروز در مقابل د نو دی (بیگ ای و کوفی کینگستون) (با همراهی زیویر وودز) | مسابقه تگ تیم برای قهرمانی تگ تیم اسمک‌داون دبلیودبلیوئی      | 10:30    |
| ۷                                                                                                 | د میز پیروز در مقابل ری میستریو                                                                                    | مسابقه نیمه‌نهایی جام جهانی                                   | 11:15    |
| ۸                                                                                                 | دالف زیگلر (با همراهی درو مکینتایر) پیروز سث رالینز                                                                | مسابقه نیمه‌نهایی جام جهانی                                   | 13:05    |
| ۹                                                                                                 | ای‌جی استایلز (c) پیروز در مقابل ساموا جو                                                                           | مسابقه تک نفره برای قهرمانی دبلیودبلیوئی                     | 11:15    |
| ۱۰                                                                                                | براک لزنر (با همراهی پاول هیمن) پیروز در مقابل براون استرومن                                                       | مسابقه تک نفره برای قهرمانی یونیورسال دبلیودبلیوئی           | 3:15     |
| ۱۱                                                                                                | شین مک‌من پیروز در مقابل دالف زیگلر                                                                                 | مسابقه فینال تورنومنت جام جهانی                              | 2:30     |
| ۱۲                                                                                                | د جنریشن اکس (تریپل اچ و شاون مایکلز) پیروز در مقابل برادران نابودی (آندرتیکر و کین)                               | مسابقه تگ تیم                                                | 27:45    |
| - (c) – نشان‌دهنده قهرمان(هایی) است که به میدان می‌روند - پ – نشان‌دهنده این است که مسابقه در پری–شو | |                                                              |          |